# Ixora butterwickii
Ixora butterwickii är en måreväxtart som beskrevs av Hole. Ixora butterwickii ingår i släktet Ixora och familjen måreväxter. Inga underarter finns listade i Catalogue of Life.